# القيلة (مبين)

تعديل مصدري - تعديل

القيلة هي إحدى قرى عزلة الجبر بمديرية مبين التابعة لمحافظة حجة، بلغ تعداد سكانها 596 نسمة حسب تعداد اليمن لعام 2004.